# Округ Есекс (Вермонт)
Есекс (енгл. Essex County) је округ у америчкој савезној држави Вермонт.

## Демографија
По попису из 2010. године број становника је 6.306, што је 153 (-2,4%) становника мање него 2000. године.
| Група             | 2000.         | 2010.         |
| Белци             | 6.218 (96,3%) | 6.094 (96,6%) |
| Афроамериканци    | 11 (0,2%)     | 18 (0,3%)     |
| Азијати           | 17 (0,3%)     | 22 (0,3%)     |
| Хиспаноамериканци | 32 (0,5%)     | 59 (0,9%)     |
| Укупно            | 6.459         | 6.306         |